# 國機隆盛
北京国机隆盛汽车有限公司，中國機械工業集團有限公司屬下機構，是在2005年成立，主要業務汽车（含小轿车）的销售及维修，現任總經理付莉莉。
其主要銷售是東風本田所有汽車產品，北京銷售比重最多。也就是由東風汽車、本田科研工業授權特許經營銷售商。